# GINK
GINK est l'acronyme de Green Inclination No Kid, terme anglais pour désigner les personnes qui font le choix, pour des raisons écologiques, de ne pas avoir d'enfant. Faute d'équivalent en français, on parle alors d'un gink, des ginks. Ils constituent une partie des « sans enfant par choix » (en anglais childfree).
Le terme fait écho au plus ancien DINK (Double Income No Kid) qui définit depuis les années 1980 aux États-Unis les couples sans enfants dont les deux membres travaillent.

## Origine
Le mouvement est fondé aux États-Unis par Lisa Hymas, éditorialiste au Huffington Post,,. Le terme lui-même n'est guère usité en anglais, peut-être parce qu'[réf. souhaitée]il s'agit d'un mot d'argot américain péjoratif qu'on peut traduire par « mec, type ».
En Europe, la Française Corinne Maier dans son ouvrage No Kid, Quarante raisons de ne pas avoir d’enfant, le philosophe belge Théophile de Giraud (Save the planet, make no baby!) et le scientifique Jean-Loup Bertaux tiennent des positions similaires, liant maîtrise de la démographie et contrôle des naissances. L'ancien ministre de l'Écologie Yves Cochet a été un des premiers à prôner un « néomalthusianisme modéré » en 2009.

## Philosophie
Les ginks estiment que dans l'état de surpeuplement qui selon eux caractérise la Terre, procréer contribuerait à l’aggravation du problème et à l'épuisement des ressources naturelles. Ils estiment par leur choix réduire leur empreinte écologique, arguant d'une étude publiée en 2017 dans Environmental Research (en) qui conclut qu'éviter une naissance épargne autant d'émission de CO2 que 684 adolescents qui opteraient à vie pour le recyclage de leurs déchets ou que 24 personnes qui renonceraient à utiliser une voiture. Selon cette même étude, un enfant de moins par famille dans les pays développés permettrait d'éviter les émissions de 58,6 tonnes de CO2 chaque année. Pour Jean-Loup Bertaux, la valeur pour la France est de 40 tonnes.
Les ginks développent en outre une vision pessimiste de la vie de leurs enfants potentiels : « Ne les mets pas au monde, c'est une poubelle ».
En France, les quelque 200 membres (en 2018) de l'association « Démographie responsable » incitent à une décroissance progressive de la population et réclament que le taux de fécondité cesse d'être encouragé par le gouvernement. 
À l'extrême, d'autres militants prônent la stérilisation et la vasectomie définitives et Lisa Hymas promeut le « Mouvement pour l’Extinction Volontaire de l’Humanité ».
Ces activistes constituent une fraction minoritaire des 5 % de la population française qui dit ne pas souhaiter avoir d’enfant, selon un sondage de 2010, ceux-ci exprimant majoritairement un simple désir de liberté et d'épanouissement personnel.
Henry de Sussex et Meghan Markle annoncent en 2019 ne pas vouloir plus de deux enfants afin de préserver la planète.
Pour le démographe Jacques Véron de l'Ined, la forte augmentation de la population est « une source d’inquiétude légitime ». Il relève que plusieurs rapports alertent de l'effet de la  « croissance rapide et continue de la population » sur l'environnement.

## Critiques
L'écologiste Pierre Rabhi estime en revanche que l’« argument démographique est une imposture : il y a largement de quoi nourrir tout le monde » et le véritable problème est celui de la répartition des ressources. Une position voisine est tenue par le pape François (« accuser l’augmentation de la population et non le consumérisme extrême et sélectif de certains est une façon de ne pas affronter les problèmes »). Des études affirment[Lesquelles ?] que davantage que la seule démographie, c'est la surconsommation dans les pays riches qui a le plus d'impact sur l'environnement : un bébé qui naît aux États-Unis émettra 91 fois plus de dioxyde de carbone qu'un enfant qui vient au monde au Bangladesh. Pour Hervé Le Bras, « Les pays développés se servent de l’argument démographique pour rejeter la responsabilité sur des pays peuplés et en croissance démographique comme la Chine ou l’Inde. Entretenir l’angoisse populationnelle est une façon de ne pas remettre en cause la structure de la consommation des pays les plus riches ».
Selon cette vision, l'argument écologiste masquerait des considérations plus égoïstes : préservation d'un mode de vie individualiste et consumériste, liberté financière et absence d'entrave.
Jacques Véron remarque les échecs des politiques publiques pour une décroissance démographique harmonieuse. Selon lui « le développement, l’éducation et l’accès à la santé sont seuls capables de créer les conditions d’une régulation naturelle ». Il ne considère pas que la diminution de la population est une « solution miracle » en raison de la complexité de la crise écologique, alors que l'humanité pourrait devenir vieillissante.